# Xã Fairplain, Michigan
Xã Fairplain (tiếng Anh: Fairplain Township) là một xã thuộc quận Montcalm, tiểu bang Michigan, Hoa Kỳ. Năm 2010, dân số của xã này là 1.836 người.